# Corse (département)
Pour les articles homonymes, voir Corse (homonymie).
Pour un article plus général, voir Corse.
1790–1793
1811–1976
Entités précédentes :
- Province de Corse (1790)
- Liamone (1811)
- Golo (1811)

Entités suivantes :
- Liamone (1793)
- Golo (1793)
- Haute-Corse (1976)
- Corse-du-Sud (1976)

Le département de Corse est un ancien département français, dont le chef-lieu était Bastia puis Ajaccio, et qui portait le numéro 19 de 1811 à 1946, puis 20.(liste des 130 départements français de 1811)
Il est créé à la Révolution française, le 4 mars 1790, en application de la loi du 22 décembre 1789. Son chef lieu était initialement situé à Pie-d'Orezza (dans la Castagniccia), avant d'être transféré à Bastia en 1790.
En 1793, la Corse est séparée en deux départements : le Liamone et le Golo. C'est l'un des deux seuls cas de bidépartementalisation en France avec celui du département de Rhône-et-Loire la même année. Cette scission est effective en 1796 après que la France a repris l'île après les deux années du Royaume anglo-corse.
La Corse redevient monodépartementale de 1811 à 1976. D'abord rattachée à la région Provence–Côte-d'Azur–Corse lors de la création des circonscriptions régionales en 1960, elle en est détachée en 1970 pour former une région à elle seule. La région Provence–Côte-d'Azur–Corse devient alors Provence–Alpes–Côte-d’Azur en 1976.
Le 1er janvier 1976, en application de la loi du 15 mai 1975, elle est scindée de nouveau en deux départements : la Haute-Corse et la Corse-du-Sud qui retrouvent respectivement les limites approximatives du Golo et du Liamone.
En 2003, la consultation proposant aux Corses la fusion des deux départements et de la collectivité territoriale de Corse (CTC) en une seule entité régionale, est rejetée par 51 % des voix . La loi NOTRe de 2015 valide cependant le projet de collectivité unique (CTU), voté en 2014 par les élus de l'Assemblée de Corse, qui prévoit de créer une « Collectivité de Corse ». Elle est institutionnalisée le 1er janvier 2018.

## Chronologie de l'organisation administrative de la Corse
- 1790 : Création du département de la Corse avec 9 districts : Bastia, Olletta, L'Île-Rousse, La Porta d'Ampugnani, Corte, Cervione, Ajaccio, Vico et Tallano.
- 1793 : Séparation de la Corse en 2 départements (bidépartementalisation) :
  - Le Golo, au nord-est, comprenant les districts de Bastia, Oletta, L'Île-Rousse, La Porta d'Ampugnani, Corte et Cervione ;
  - Le Liamone, au sud-ouest, comprenant les districts d'Ajaccio, Vico et Tallano.
- 1800 : Création de 6 arrondissements sur l'île : 
  - Dans le Golo, constitution des arrondissements de Bastia (préfecture), Calvi et Corte ;
  - Dans le Liamone, constitution des arrondissements d'Ajaccio (préfecture), Sartène et Vico.
- 1811 : Restauration du département unique de Corse avec 5 arrondissements (suppression de celui de Vico) et Ajaccio pour préfecture.
- 1926 : Suppression de l'arrondissement de Calvi.
- 1943 : Restauration de l'arrondissement de Calvi.
- 1976 : Nouvelle séparation de la Corse en 2 départements : la répartition des arrondissements est la même que celle retenue en 1811.
- 2018 : au 1er janvier, les départements disparaissent en fusionnant avec l'ancienne Collectivité territoriale de Corse afin de créer la nouvelle Collectivité de Corse (Cullettività di Corsica), en faisant une collectivité territoriale unique.

Carte de la Corse (1790).
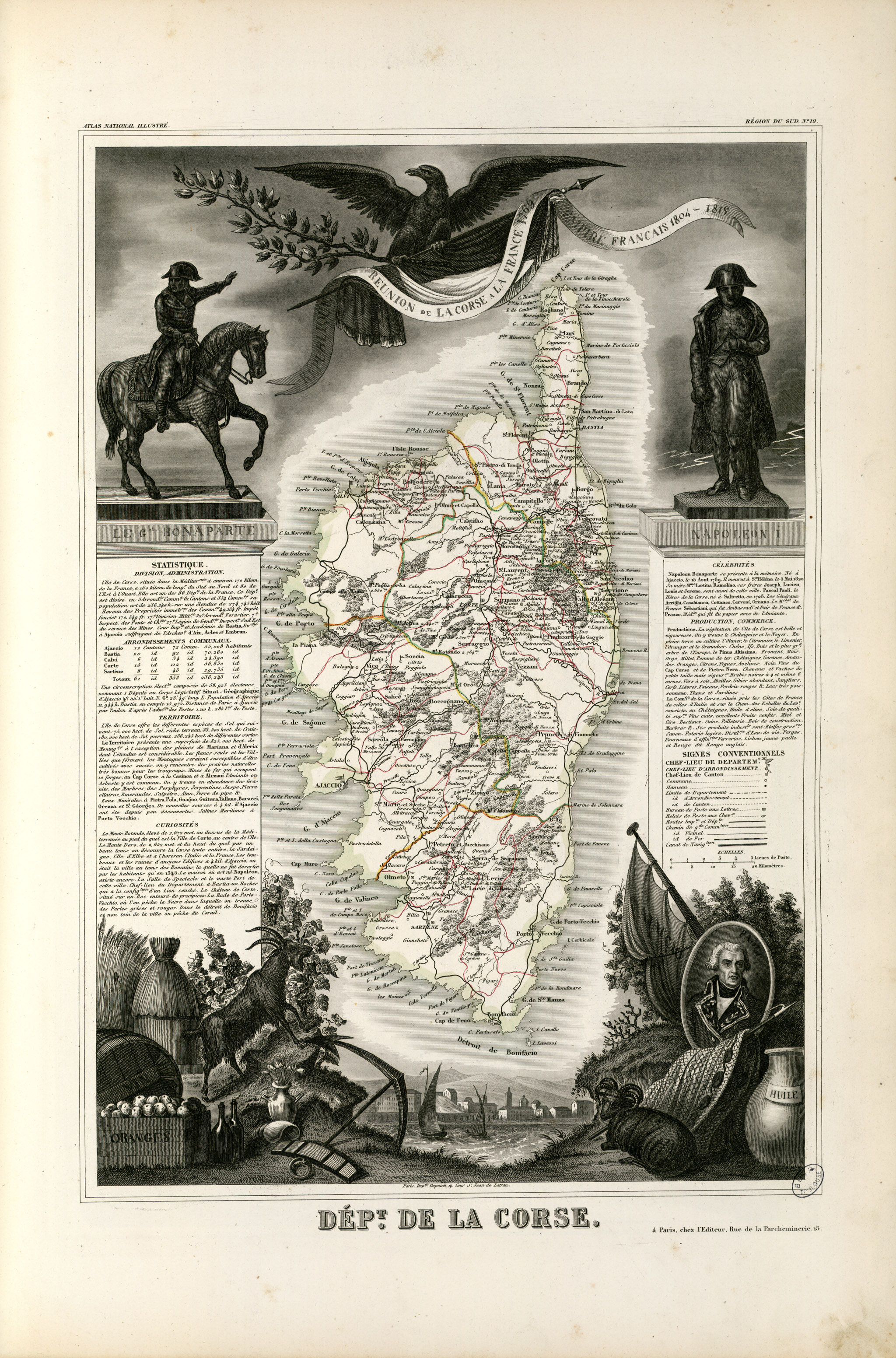
Carte de la Corse (1854).

#### Les représentants de l'État et les élus de la Corse
- Liste des préfets de Corse (département)
- Liste des sénateurs de la Corse
- Liste des députés de Corse (département)

#### Le patrimoine corse
- (fr) Le service de l’inventaire, transféré à la Collectivité territoriale Corse par la loi du 22 janvier 2002.
- (fr) Présentation des orgues de Corse par l’'Association Voce è Organu in Cervioni (VOCE)
- (fr) Les orgues historiques de Corse : l'association Saladini de speloncato organise, d'avril à octobre, des journées de découverte de la Corse en musique